# لوفيتا دي بيثاني
لوفيتا دي بيثاني ( ق. 1120 - 6 سبتمبر 1178) كانت أميرة لاتينية من مملكة القدس الصليبية . ويظهر اسمها في أشكال أخرى مختلفة، بما في ذلك جوفيتا ، وإيفيتا ، وإيفيتا ، وإيفيتا ، وجوديتا . ترأست دير القديس لعازر في بيت عبرة ، أغنى دير في المملكة، منذ أواخر ثلاثينيات أو أوائل أربعينيات القرن الحادي عشر حتى وفاتها.